# 169 aC
El 169 aC va ser un any del calendari romà prejulià. Durant la República i l'Imperi Romà es coneixia com l'Any del Consolat de Filip i Cepió o també any 585 Ab urbe condita o de la fundació de la ciutat). L'ús del nom «169 aC» per referir-se a aquest any es remunta a l'alta edat mitjana, quan el sistema Anno Domini va ser el mètode de numeració dels anys més comú a Europa.

## Esdeveniments

### Antic Egipte
- Antíoc IV, rei selèucida, en el marc de la Sisena guerra síria, quan s'havia retirat d'Egipte per pressió dels romans, veu que els reis que ell havia imposat, Ptolemeu VI Filomètori la seva germana-esposa Cleòpatra II, acorden amb Ptolemeu VIII Evèrgeta II, a qui els ciutadans d'Alexandria havien proclamat rei, de governar conjuntament Egipte.[2][3]

### Palestina
- Antíoc IV, al passar per Síria, ataca Jerusalem, on havia crescut el descontentament perquè el rei havia imposat la religió grega, religió que havia estat assumida pels dos darrers grans pontífexs jueus. Saqueja el Temple. Mata molts jueus i d'altres els ven com a esclaus. Construeix una ciutadella a Jerusalem on hi deixa una guarnició encarregada de vigilar el país.[4]

### Il·líria
- Genci, rei d'Il·líria, en el curs de la Tercera Guerra Macedònica, capgira la seva aliança i es passa a la banda de Perseu, que li paga 300 talents. Deté dos legats romans i destrueix les ciutats d'Apol·lònia i Dirràquium, aliades de Roma.[5]

### Antiga Roma
- Aquest any són elegits cònsols Quint Marci Filip i Gneu Servili Cepió.[6]
- Cepió es queda a Itàlia, i Filip va a Macedònia, on lluita contra Perseu.[7]
- Filip dirigeix la guerra contra Perseu de Macedònia, que ja havia resistit dues campanyes romanes i havia mantingut les seves posicions. La primavera d'aquest any Filip arriba a Grècia i agafa el comandament de l'exèrcit a Tessàlia de mans del cònsol sortint Aulus Hostili Mancí. Decideix creuar la serralada de l'Olimp i entrar a Macedònia per Heraclea i Perseu, situat prop de Díon i amb bones posicions als passos de muntanya, hauria pogut rebutjar als romans, però quan el cònsol avança li entra pànic i es retira cap a Pidna. Filip el segueix, però pot actuar.[8][9]
- Tiberi Semproni Grac és elegit censor juntament amb Gai Claudi Pulcre. La seva censura és molt severa. Eliminen diverses persones del senat i fan perdre els cavalls a uns quants equites. Els tribuns de la plebs acusen els dos censors però surten absolts dels càrrecs presentats. Grac compra la casa de Publi Corneli Escipió Africà i algunes d'adjacents i construeix una basílica coneguda després com a Basílica Semprònia. Els censors inclouen els lliberts en alguna de les tribus urbanes.[10]
- S'aprova la Lex Voconia a proposta del tribú de la plebs Quint Voconi Saxa, que estableix un límit a l'herència que poden rebre les dones. No va estar gaires anys en vigor. Algunes de les seves disposicions es van recollir a la lex Julia et Papia Poppaea.[11]

## Necrològiques
- Enni, poeta i dramaturg, nascut el 239 aC.[12]